# Nikolai Wiktorowitsch Starikow

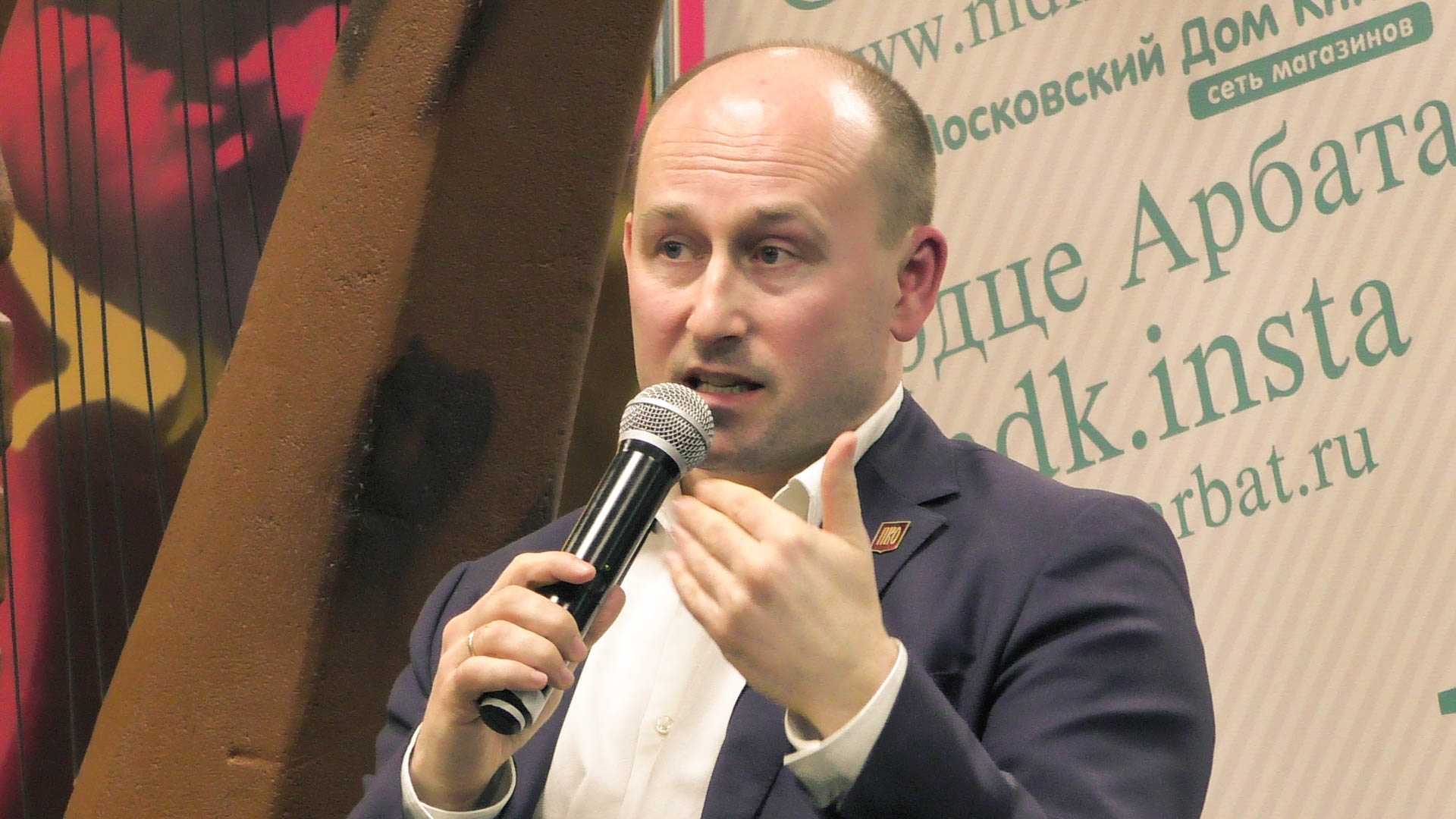
Nikolai Starikow im März 2017

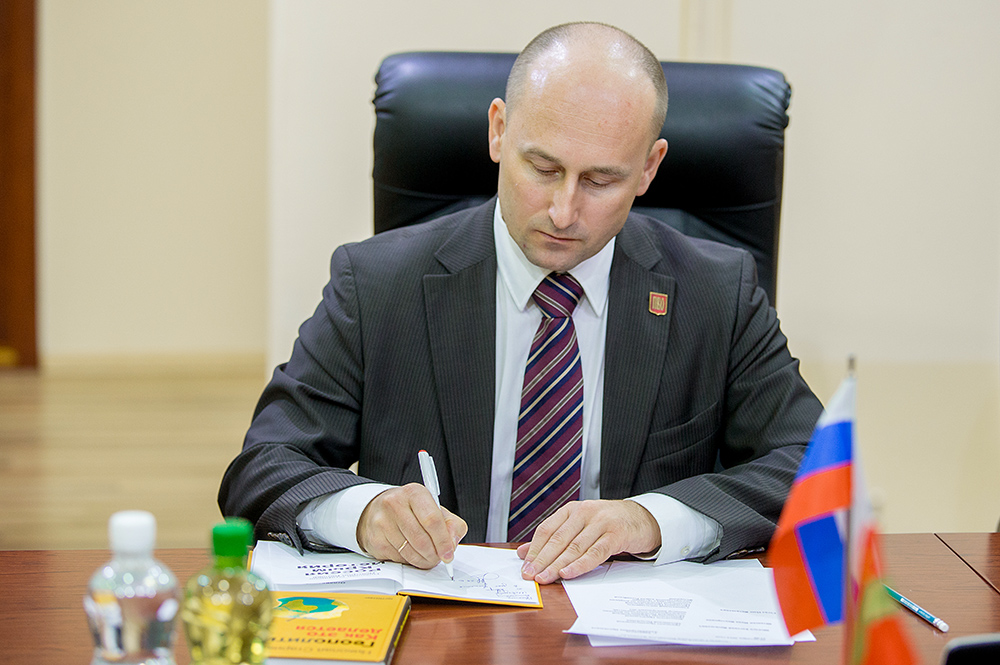
Nikolai Starikow in Tiraspol (2014)

Nikolai Wiktorowitsch Starikow (russisch Никола́й Ви́кторович Ста́риков; *  23. August 1970 in Leningrad, heute Sankt Petersburg) ist ein russischer Schriftsteller, Publizist und politischer Aktivist. Eines seiner jüngeren Werke aus dem Jahr 2012, nämlich Stalin. Erinnern wir uns gemeinsam rief kontroverse Reaktionen hervor.
Starikow ist der Gründer der Allrussischen politischen Partei „Großes Vaterland“. Am 10. April 2013 wurde die Partei durch das russische Justizministerium offiziell registriert. Zudem gehört Nikolai Starikow dem Isborsk-Klub an.

## Biografie
Der 1970 im heutigen Sankt Petersburg geborene Starikow studierte von 1987 bis 1992 am Staatlichen Sankt Petersburger Institut für Ingenieurwesen und Ökonomie das Fach Wirtschaftsingenieurwesen in der Fachrichtung Chemie. Nach seinem Studienabschluss, als sich Russland in einer ökonomisch sehr unvorteilhaften Lage befand, konnte der junge Starikow keine Arbeit entsprechend seiner Qualifikation finden, so dass er Gelegenheitsarbeiten nachging. Von 1992 bis 1994 war Starikow zum Beispiel Zeitungsverkäufer in Zügen, Be- und Entlader von Waggons sowie Wachmann in kleinen Supermärkten. 1994 fand er schließlich Arbeit im Verlag „Schans“, wo er zunächst als einfacher Angestellter in der Verkaufsabteilung tätig war und sich mit der Zeit zum Abteilungsleiter hocharbeitete. Im August 1998 wechselte er zur Werbeabteilung der Sankt Petersburger Filiale des Radiosenders Jewropa Pljus.
2002 trat er als unabhängiger Kandidat bei den Wahlen zur Regionalduma von Sankt Petersburg an und erreichte dabei 230 Stimmen (0,95 Prozent der abgegebenen, gültigen Stimmen).
Seit 2003 ist Starikow als kommerzieller Direktor der Sankt Petersburger Abteilung des staatlichen, russischen Fernsehsenders Perwy kanal tätig.
Seit 2006 beschäftigt Starikow sich mit schriftstellerischen Tätigkeiten. Er ist der Autor von 15 Büchern über politische, gesellschaftliche und geschichtliche Themen.
Starikow ist verheiratet und hat zwei Töchter. Er ist russisch-orthodoxer Religionszugehörigkeit.

## Politische Überzeugungen
Ende der 1980er bzw. Anfang der 1990er Jahre bezeichnete sich Starikow noch als überzeugten Liberalen.
Heute bezeichnet Starikow seine politische Grundeinstellung als patriotisch-konservativ und tritt nunmehr als Gegner des Liberalismus auf, dessen Ideologiefundament, so Starikow, sich nur wenig von dem einer Sekte unterscheide. Dabei unterstützt er die Politik des russischen Präsidenten Wladimir Putin.
Starikow befürwortet die Integrationsprozesse in der GUS bis hin zur Wiederherstellung der Sowjetunion in ihren Grenzen von 1990.
Des Weiteren tritt er für die traditionelle Familie ein und äußerte sich in dem Zusammenhang zum wiederholten Male als Gegner von Homo-Ehen.
Er vertritt den Standpunkt, dass Stalin bei der Entwicklung des Landes eine positive Rolle gespielt hat. Starikow ist der Ansicht, dass Stalin 1953 von westlichen Geheimdiensten vergiftet worden ist.
Weiterhin meint Starikow, dass man Michail Gorbatschow wegen Vaterlandsverrats vor das Tribunal stellen und den Aktivistinnen der Punk-Band Pussy Riot die russische Staatsbürgerschaft entziehen und sie aus dem Land verbannen sollte.
2012 trat Starikow als Gegner des Beitritts der Russischen Föderation zur Welthandelsorganisation WTO auf.
Kritiker werfen Starikow einen Hang zu Antiglobalismus vor. 2015 wurden einige seiner Bücher in der Ukraine verboten.

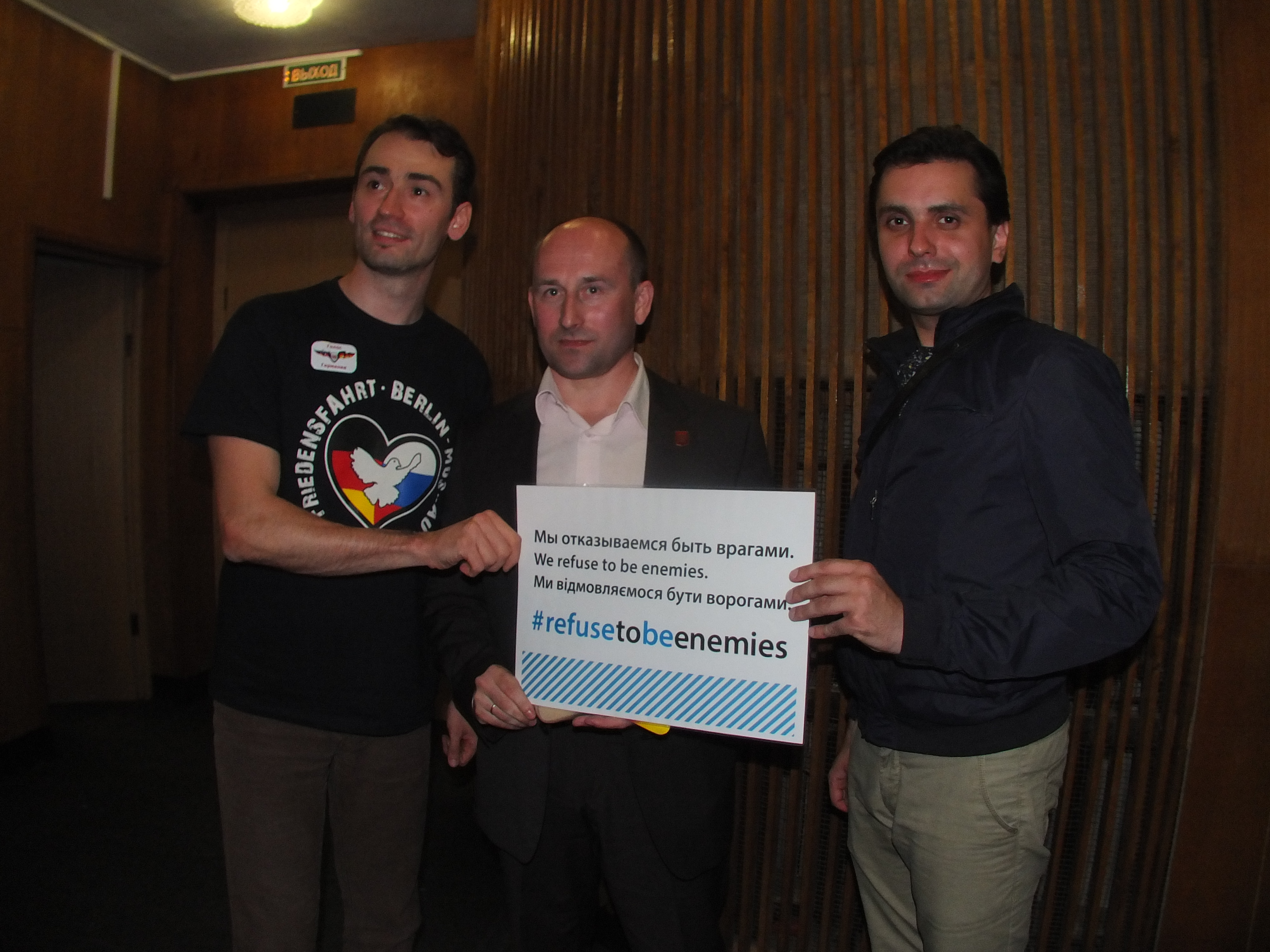

Starikov engagiert sich in der Friedensbewegung mit Büchern und Vorträgen.

## Öffentliches Wirken außerhalb von Russland
Im Oktober 2015 erschien sein erstes Buch in deutscher Sprache. Dies trägt den Namen Die Tragödie der Ukraine – Ein geopolitisches Tagebuch.
Nikolai Starikow trat zudem am 17. und 18. Oktober 2015, im Rahmen eines Kongresses der Gesellschaft für Internationale Friedenspolitik e.V. in Bad Sooden-Allendorf, erstmals vor einem größeren Publikum in Deutschland auf.
Im Jahre 2017 erschien sein Buch Wer hat Hitler gezwungen Stalin zu überfallen? in deutscher Sprache im litauischen Verlag „Baltosios Gulbes“. Untertitel: „Dieses Buch erzählt die wahren Ursachen, Hintergründe und Inspiratoren des schrecklichsten und grausamsten Krieges in der Geschichte der Menschheit“.
Anfang Juni 2017 trat Starikow in Timișoara (Rumänien) auf und präsentierte dort sein erstes Buch in rumänischer Sprache.
Das Buch „KRIEG. Mit fremden Händen“ erscheint im Januar 2020 im litauischen Verlag „Baltosios Gulbes“ und übersetzt ins Deutsche von Georg Farafonow.

## Werke
- 2006 Wer tötete das Russische Imperium? Das Hauptgeheimnis des 20. Jahrhunderts (russisch Кто убил Российскую империю? Главная тайна ХХ века)
- 2007 Februar 1917: Revolution oder Spezialoperation? (russisch Февраль 1917: революция или спецоперация?)
- 2008 Wer zwang Hitler dazu, Stalin anzugreifen? (russisch Кто заставил Гитлера напасть на Сталина), erschien 2017 unter dem Namen Wer hat Hitler gezwungen Stalin zu überfallen? in deutscher Sprache
- 2009 Die Kri$e: Wie sie gemacht wird (russisch Кризи$: Как это делается)
- 2010 Wer finanziert die Zerstörung Russlands? Von den Dekabristen bis zu den Mudschaheddin (russisch Кто финансирует развал России? От декабристов до моджахедов)
- 2011 Die Nationalisierung des Rubel – Weg zur Freiheit Russlands (russisch Национализация рубля — путь к свободе России)
- 2011 Chaos und Revolution – die Waffen des Dollars (russisch Хаос и революции — оружие доллара)
- 2012 Stalin. Erinnern wir uns gemeinsam (russisch Сталин. Вспоминаем вместе)
- 2013 Geopolitik: Wie sie gemacht wird (russisch Геополитика: Как это делается)
- 2014 So sprach Stalin (russisch Так говорил Сталин)
- 2014 Ukraine. Chaos und Revolution – die Waffen des Dollars (russisch Украина. Хаос и революция — оружие доллара), erschien Oktober 2015 im "Verlag für Friedenspolitik" unter dem Namen Die Tragödie der Ukraine. Ein geopolitisches Tagebuch in deutscher Sprache
- 2014 Russland. Krim. Geschichte (russisch Россия. Крым. История) mit Hörbuch
- 2015 Macht (russisch Власть) mit Hörbuch
- 2016 Lakonismen. Politik. Regierung. Gesellschaft (russisch Лаконизмы. Политика. Власть. Общество)
- 2017 Krieg. Mit fremden Händen (russisch Война. Чужими руками), erscheint Januar 2020 im Verlag "Baltosios Gulbes" in deutscher Übersetzung
- 2018 Hass. Eine Chronik der Russophobie (russisch Ненависть. Хроники русофобии)